# Russian Doll
Russian Doll is een Amerikaanse televisieserie die werd uitgebracht op 1 februari 2019 op Netflix. Het tweede seizoen van de televisieserie verscheen op 20 april 2022.

## Verhaal
Nadia (Natasha Lyonne) is een vrouw uit New York die terechtkomt in een tijdlus waarin ze keer op keer doodgaat na de avond van een feest ter ere van haar 36ste verjaardag. Ze probeert erachter te komen wat er met haar aan de hand is.

## Rolverdeling

### Hoofdrollen
| Acteur           | Personage       |
| ---------------- | --------------- |
| Natasha Lyonne   | Nadia Vulvokov  |
| Charlie Barnett  | Alan Zaveri     |
| Greta Lee        | Maxine          |
| Elizabeth Ashley | Ruth Brenner    |
| Chloë Sevigny    | Lenora Vulvokov |

### Bijrollen
| Acteur              | Personage               |
| ------------------- | ----------------------- |
| Yul Vazquez         | John Reyes              |
| Jeremy Bobb         | Mike Kershaw            |
| Brendan Sexton III  | Horse                   |
| Rebecca Henderson   | Lizzy                   |
| Ritesh Rajan        | Ferran                  |
| Dascha Polanco      | Beatrice                |
| Sharlto Copley      | Chezare "Chez" Carrera  |
| Irén Bordán         | Vera Peschauer          |
| Athina Papadimitriu | Delia                   |
| Ephraim Sykes       | Derek                   |
| Rosie O'Donnell     | Subway Announcer (stem) |
| Devin Ratray        | Deli Customer           |
| Burt Young          | Joe                     |

## Afleveringen
| Nr. | Afl. | Titel                         | Regisseur       | Schrijver                                                                       | Vrijgegeven     |
| --- | ---- | ----------------------------- | --------------- | ------------------------------------------------------------------------------- | --------------- |
| 1   | 1    | Nothing in This World Is Easy | Leslye Headland | Verhaal: Natasha Lyonne, Leslye Headland, Amy Poehler Scenario: Leslye Headland | 1 februari 2019 |
| 2   | 2    | The Great Escape              | Leslye Headland | Natasha Lyonne, Amy Poehler                                                     | 1 februari 2019 |
| 3   | 3    | A Warm Body                   | Leslye Headland | Allison Silverman                                                               | 1 februari 2019 |
| 4   | 4    | Alan's Routine                | Jamie Babbit    | Cirocco Dunlap, Leslye Headland                                                 | 1 februari 2019 |
| 5   | 5    | Superiority Complex           | Jamie Babbit    | Jocelyn Bioh                                                                    | 1 februari 2019 |
| 6   | 6    | Reflection                    | Jamie Babbit    | Flora Birnbaum                                                                  | 1 februari 2019 |
| 7   | 7    | The Way Out                   | Leslye Headland | Verhaal: Allison Silverman Scenario: Allison Silverman, Leslye Headland         | 1 februari 2019 |
| 8   | 8    | Ariadne                       | Natasha Lyonne  | Natasha Lyonne                                                                  | 1 februari 2019 |

## Ontvangst

### Recensies
Op Rotten Tomatoes geeft 96% van de 80 recensenten de serie een positieve recensie, met een gemiddelde score van 8,54/10. Website Metacritic komt tot een score van 89/100, gebaseerd op 24 recensies.
De Volkskrant gaf de serie 4 sterren en schreef: "[een] grimmig-grappig script, waarin een fijne balans is gevonden tussen progressieve denkbeelden en politiek incorrecte grofheid, en dat bovendien verborgen lagen bezit, zoals de titel al suggereert. NRC gaf de serie 5 sterren en noemde de serie de "beste Netflixserie in tijden".

### Prijzen en nominaties
Een selectie:
| Jaar | Prijs                     | Categorie                                        | Genomineerde                                                                      | Resultaat   |
| ---- | ------------------------- | ------------------------------------------------ | --------------------------------------------------------------------------------- | ----------- |
| 2019 | Emmy Award (71ste editie) | Beste komische serie                             | Russian Doll                                                                      | Genomineerd |
| 2019 | Emmy Award (71ste editie) | Beste vrouwelijke hoofdrol in een komische serie | Natasha Lyonne                                                                    | Genomineerd |
| 2019 | Emmy Award (71ste editie) | Beste script komische serie                      | Natasha Lyonne, Leslye Headland, Amy Poehler voor "Nothing In This World Is Easy" | Genomineerd |
| 2019 | Emmy Award (71ste editie) | Beste script komische serie                      | Allison Silverman voor "A Warm Body"                                              | Genomineerd |